# Estofinade
L'estofinade (francisation orthographique de l'occitan rouergat, estofinado, ou estofi) est un mets à base de stockfisch (poisson séché) émietté et de pommes de terre écrasées, originaire de la vallée du Lot, autour du bassin de Decazeville, dans l'Aveyron (France).

## Étymologie
Les termes rouergats, estofinado, ou estofi, sont des occitanisations du terme d'origine allemande, stockfisch, littéralement « poisson bâton » (poisson séché à l'air sur un bâton), mais ils désignent, par abus de langage en référence au poisson qui le compose, uniquement ce mets du Massif central.

## Historique
Ce mets à base de filets de poisson séchés est assez commun dans les départements de l'Aveyron et du Lot. Le stockfish fut importé par les bateliers qui remontaient le Lot, depuis Bordeaux, au XVIIIe siècle. Les gabariers se restauraient à Livinhac-le-Haut où le poisson devint fameux auprès des mineurs du bassin houiller de Decazeville. La commune d'Almont-les-Junies, dans l'Aveyron, est connue pour avoir érigé ce plat en spécialité. Une version industrielle cuisinée et lyophilisée existe maintenant.

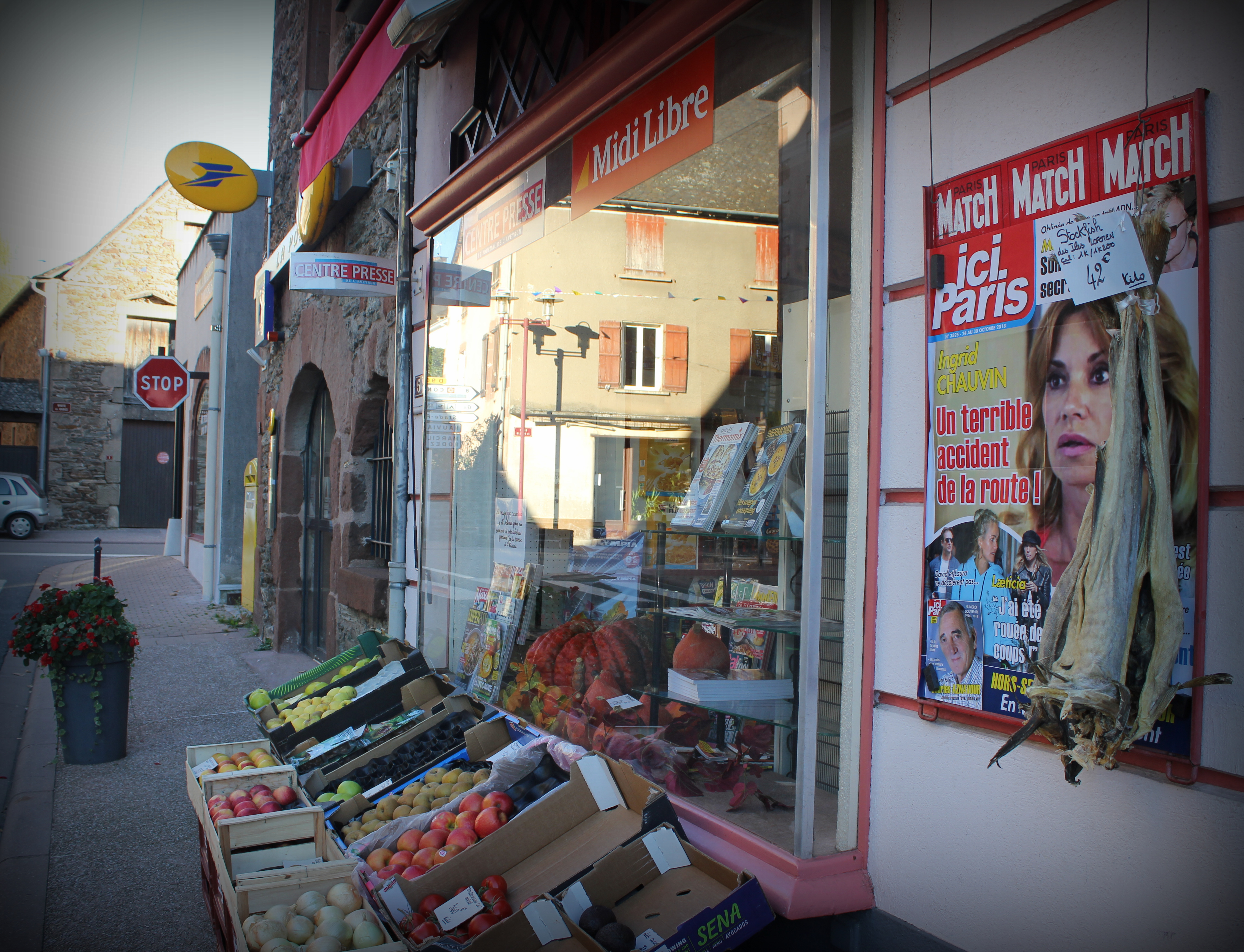
Stockfish à la vente dans une alimentation générale à Saint-Cyprien-sur-Dourdou (Aveyron).

## Préparation
Ce plat est principalement constitué de stockfish : morue ou aiglefin de Norvège, séché. Les autres ingrédients principaux sont les pommes de terre, les œufs (crus et cuits), la crème fraîche et l'huile, généralement de noix.